# Кутруманис, Йоргос
Йоргос Кутруманис (греч. Γιώργος Κουτρουμάνης, 1955) — греческий политик. Министр труда и социальной защиты Греции с июня 2011 года.

## Биографические сведения
Йоргос Кутруманис родился в 1955 году в Неохори, муниципалитет Калаврита. Изучал математику в Афинском университете. Женат на Василисе Сотиропуло, имеет с ней общего сына.
Был членом правления и президентом профсоюзного союза ADEDY течение 6 сроков подряд. Он является одним из основателей ЮНИСЕФ в Греции. С 2005 года он является членом Национального совета одной из ведущих партий Греции ПАСОК.
Избран депутатом Греческого парламента от ПАСОК на досрочных выборах 2009 года. В том же 2009 году начал службу в Министерстве по вопросам труда и социальной защиты в правительстве Йоргоса Папандреу при министре Андреасе Ловердосе. Когда в сентябре 2010 года на должность министра труда и социальной защиты населения была назначена Лука Кацели, остался на своей позиции. В июне 2011 года был сам назначен министром.